# Harvey Williams Cushing
Harvey Williams Cushing (Cleveland, 8 aprile 1869 – New Haven, 7 ottobre 1939) è stato un chirurgo statunitense, ritenuto un pioniere della neurochirurgia e dello studio dell'ipofisi.
Cushing è stato il primo a descrivere l'entità patologica nota come malattia di Cushing.

## Il grande fascino e il sentimento di reverenziale rispetto verso Vesalio
Cushing fu sempre attratto sin dall'inizio della sua carriera di studente dalla figura del grande anatomista belga Vesalio, di cui inizierà una biografia dettagliata che non porterà a termine a causa del suo decesso. Di Vesalio scrisse:
«Dalla pubblicazione dell'opera De humani corporis fabrica quasi ai giorni nostri, la conoscenza profonda dell'anatomia descrittiva e topografica ha costituito la via principale per accedere alla professione di chirurgo, e non solo i laureati orientati alla chirurgia hanno in genere cercato di diventare prosettori nelle camere di dissezione, ma, in molte scuole, fino a poco tempo fa, spesso le cattedre di anatomia e di chirurgia erano unite. L'atteggiamento illuminato della Corte di Carlo V traspare dalla nomina di Vesalio, appena trentenne e largamente responsabile di questa tendenza a causa della sua notorietà e del suo reverenziale rispetto, a medico personale dell'Imperatore».

## Biografia

### L'infanzia
Harvey William Cushing nacque nell'antica Western Reserve, nella città di Cleveland, Ohio, l'8 aprile 1869, decimo figlio di Henry Kirke Cushing, MD, e Betsey Maria Williams Cushing. Nacque in una delle famiglie più ricche e influenti del periodo, una delle famiglie che scrissero non solo la storia degli Stati Uniti ma anche quella della medicina statunitense. Ambedue i nonni di Harvey, Cushing e Williams, parteciparono alle epiche giornate dei New Englanders per aprire le ultime frontiere dell'America ancora inesplorata. Inoltre suo nonno Cushing faceva parte della seconda generazione dei medici della famiglia, il padre di Harvey la terza, Harvey e uno dei suoi fratelli avrebbero costituito la quarta.
I Cushing erano originari di Norfolk, in Inghilterra, ed emigrarono in America nel diciassettesimo secolo a causa dei contrasti religiosi tra puritani e anglicani, cambiando il loro cognome da McOssian in Cusheyn. Harvey ricevette un'educazione molto ferrea e rigida, di stampo presbiteriano, in cui la disciplina e il rigore erano canoni fondamentali del suo modus educandi.

### Gli anni dell'università a Yale
Harvey si iscrisse all'Università di Yale, nel Connecticut, nel 1887. Di questo periodo riservò sempre un ottimo ricordo, legato alle molteplici esperienze fatte. In questo polo universitario Harvey si dedicò anche alle attività sportive, tra le quali il football e soprattutto il baseball, divenendo un componente fondamentale della squadra di Yale. La sua permanenza nel campus del Connecticut fu di quattro anni, periodo che egli terminò ottenendo la qualifica di A.B., Bachelor of Arts, ovvero medico generico, nel 1891.

### Gli anni di specializzazione a Harvard
Nel settembre del 1891 si trasferì a Boston, nel lontano Massachusetts, per intraprendere la specializzazione nella rinomata Harvard Medical School, una delle migliori quattro degli Usa. L'anno in cui s'iscrisse Harvey vi fu un'importante riforma nell'ordinamento della scuola, ovvero la possibilità di estendere il percorso didattico formativo da tre anni a quattro. Ciò che rendeva Harvard uno dei migliori poli didattici per figli di affermati medici erano non solo i nomi dei grandi professori, noti in tutti i cenacoli di medicina, quali i dottori Warren, Henry Pickering Bowditch, Holmes, Cheevers, Shattuck e altri, ma anche il rigoroso tirocinio nelle materie fondanti la medicina stessa, quali l'anatomia, la biochimica, la semeiotica e le pratiche teoretiche di medicina (tra le quali soprattutto diagnosi e prognosi). Inoltre Cushing ricorda con grande piacere nelle sue note la grande possibilità offertagli da questo college di mettere in pratica ciò che studiava a lezione, scendendo nelle corsie di uno degli ospedali più famosi all'epoca: il Massachusetts General Hospital, fondato e sostenuto nel 1820 dalle stesse classi mediche che controllavano la parte di medicina del college. In questo periodo il padre di Harvey gli impose di rispettare un rigore morale che era lontano dalla vita che Harvey aveva condotto a Yale: niente più attività sportiva, specialmente il baseball, né alcool, né fumo, né alcun'altra forma di eccesso. 
Harvey iniziò con grande entusiasmo ad appassionarsi all'istologia e alla microscopia, e soprattutto alla sala settoria, in cui passava molto tempo delle sue giornate libere. Nell'autunno del 1892 il Professor Richardson gli offrì un posto come suo assistente nella preparazione dei pazienti alle operazioni chirurgiche, e alla loro anestesia. Harvey Cushing fu uno dei precursori dell'uso dell'anestesia durante le operazioni chirurgiche, proprio perché senza l'uso dell'anestetico i chirurghi erano impossibilitati a operare nell'interno del corpo umano dato che il paziente non era sedato; è da questo momento in poi che le operazioni chirurgiche sono non più scandite dal tempo del "dolore" e della sopportazione del paziente, ma dalla durata dell'anestetico. Un'altra innovazione di Cushing fu l'introduzione dell'asepsi, ovvero un iter di procedure antisettiche che permettevano di fermare ogni tipo di infezione dovuta a contaminazione del campo operatorio.
Il terzo anno (1894) fu un anno nefasto. Rimase tremendamente scosso dalla morte di una giovane paziente durante la somministrazione di anestetico nella fase preoperatoria, ipotizzando un eccesso di etere. In questo periodo la corrispondenza con il padre divenne più cupa, la sua autocolpevolizzazione lo portava sempre di più verso la depressione. Dopo due settimane passate in compagnia del cugino Eddie a l'Avana, tornato rivitalizzato a Harvard, insieme al suo collega Ernest Codman, Harvey ideò la Ether Chart, una delle prime schede anestesiologiche in cui i dottori dovevano registrare le più importanti funzioni vitali del paziente, tra le quali la frequenza cardiaca e respiratoria, la temperatura corporea, i dosaggi dell'anestetico usato (etere o cloroformio), in modo che durante l'intervento chirurgico il paziente fosse continuamente tenuto sotto controllo e monitorato. In seguito al suo viaggio in Italia a Pavia, dopo aver osservato con grande ammirazione lo sfigmomanometro di Scipione Riva Rocci, aggiunse come parametro ulteriore della Ether chart la pressione arteriosa. È in questo periodo che il cugino si ammalò di una forte depressione e per ricambiargli il favore avuto in precedenza Harvey decise di accompagnarlo in un viaggio a Londra, viaggio molto prolifico dal punto di vista culturale proprio perché i due cugini si imbatterono in due magnati della medicina inglese: Thomas Barlow e Jonathan Hutchinson.

### La laurea e gli anni di internato
Nel 1895 si concluse il periodo universitario di Harvey Cushing, il quale ottenne la laurea in Medicina e Chirurgia col massimo dei voti e con lode. Ottenne l'internato in medicina e chirurgia al Massachusetts General Hospital di Boston, anche se riceverà un posto per l'internato al Johns Hopkins Hospital, Baltimora, dove resterà per quattro anni. Nonostante godesse dell'incarico di assistente del Professor William Stewart Halsted, uno dei più famosi chirurghi statunitensi dell'epoca, Harvey non era soddisfatto della sua permanenza in quell'ospedale. 

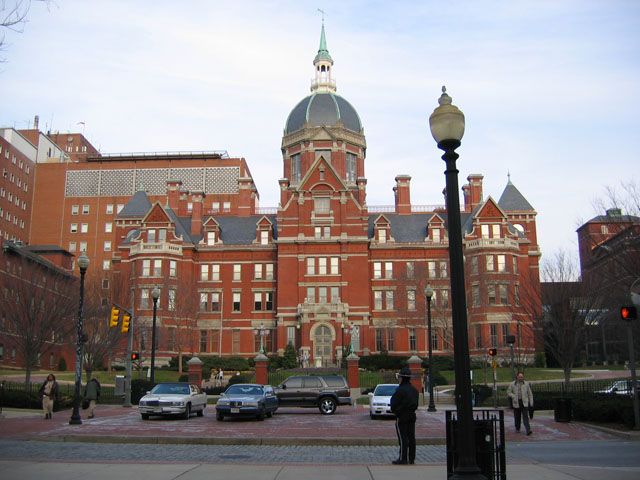
Il Johns Hopkins Hospital nel 2006.

Ma nella nuova facoltà di Medicina si affacciavano dei nomi importanti che segneranno sia la storia della medicina moderna statunitense che la storia della vita di Harvey Cushing: si ricordano tra loro il professor Sir William Osler, William Henry Welch e Howard Atwood Kelly. Ma soprattutto con Sir William Osler Harvey instaurò un rapporto di reciproca stima e rispetto, e proprio grazie a sir Osler che Harvey decise di rimanere al Johns Hopkins Hospital, intraprendendo una nuova passione: collezionare pubblicazioni mediche. Nel frattempo imperversava la guerra Ispano-Americana a Cuba e Cushing ebbe l'importante occasione di redigere alcune delle sue più famose pubblicazioni riguardanti le ulcere tifoidee perforanti dell'intestino. Così scrisse lo stesso Cushing del periodo trascorso al J.H.H. assieme al professor Halsted:
«L'ambiente al J.H.H. era abbastanza strano dopo l'esperienza compiuta al Massachusetts General. Si parlava di patologia e batteriologia, di cui sapevo così poco che i primi mesi passai la maggior parte del tempo da solo di notte, nella stanza riservata alla patologia chirurgica, ad osservare i campioni con un libro di testo a portata di mano [...] Dopo la situazione caotica del M.G.H.,per me era sconvolgente vedere arrivare nel padiglione G il mio nuovo capo che, quasi scusandosi, chiedeva il permesso di visitare una paziente; vederlo quindi passare un'ora a visitare una paziente affetta da cancro al seno e ricoverata da poco e poi vederlo andar via dicendo che era stanco e non sarebbe stato in grado di fare altro per l'intera giornata.»
Ma proprio da Halsted, Cushing ricevette la lezione più importante della sua vita, come scrisse egli stesso:
«Essendo un nuovo venuto, il primo giorno non mi fu permesso l'ingresso in sala operatoria, nonostante dovesse essere operata una paziente del mio reparto. Quando l'operazione fu terminata, dopo quattro ore di intervento certosino del dottor Halsted, e la paziente tornò in reparto, ero già pronto con ciò che serviva per farle riprendere i sensi e con quelle medicazioni che, quando ero allievo al M.G.H., veniva solitamente ordinato di fare ai pazienti appena operati. Il dottor Halsted entrò in reparto proprio mentre stavo per somministrare tali medicamenti; mi ricordavo bene dalla mia esperienza di studente quanto stessero male i pazienti dopo aver subito un'operazione. Il dottor Halsted verificò le condizioni della donna che erano ottimali: polso e respirazione regolari. Allora mi chiese: "Cosa è contenuto nella siringa?" e io risposi "Stricnina". E il dottore prontamente mi chiese "Secondo lei quali effetti ha la stricnina sulla paziente?". Provenendo da una scuola dove l'apprendimento a memoria e l'ubbidienza agli ordini erano la sola regola, non seppi controbattere. Allora il dottor Halsted mi esortò a studiare a fondo la stricnina e le sue controindicazioni, e solo allora avrei potuto somministrarla con sicurezza. Fu da quel giorno che imparai una lezione di vita che non dimenticherò mai più: non fare mai nulla a un paziente se non se ne capisce il perché».

### Gli inizi della professione e l'esperienza Europea
Al termine degli anni di "residenza" in chirurgia, agli inizi del Novecento, Harvey si trasferì dapprima in Svizzera, a Berna, dove intraprese degli studi approfonditi sulla pressione arteriosa e intracranica, sotto l'egida protettiva e lo sguardo vigile del Professore T.Kocker (futuro Premio Nobel per la Medicina nel 1909, inventore delle pinze ematiche) e del Professor H. Kronecker, stimato fisiologo.
Dalla Svizzera si spostò in Inghilterra a Londra, dove tenne degli incontri con Victor Horsley, e a Liverpool con Sir Sherrington, famoso neurofisiologo pioniere degli esperimenti sulla corteccia motoria dei primati, anche lui futuro premio Nobel.
Di significativa rilevanza fu il passaggio in Italia, a Pavia per l'esattezza, dove Cushing venne in contatto con Scipione Riva-Rocci, ideatore del primo sfigmomanometro a mercurio che consentiva di misurare accuratamente la pressione arteriosa del paziente. Dato che lo strumento non aveva trovato fortuna in Europa, e Harvey ne aveva già intravisto le potenzialità eccellenti, lo portò con sé a Baltimora non solo per farne riconoscere la straordinaria innovazione, ma anche per utilizzarlo durante gli interventi chirurgici come strumento di precisione per monitorare la pressione arteriosa del paziente anestetizzato.

### Il ritorno negli Stati Uniti
Harvey tornò a Baltimora ufficialmente nel 1902 quando gli venne offerto il titolo di Professore Associato di Chirurgia. Decise quindi di istituire un corso di anatomia chirurgica affiancato alla costruzione di un laboratorio di anatomia e chirurgia sperimentale che soprannominò Hunterian Lab. Fu in questo periodo che Harvey cominciò a intravedere la sua vocazione per il sistema nervoso. Nel corso di un'autopsia a una giovane donna che soffriva di cefalee, rilevò la presenza di una ampia cisti ipofisaria, sintomatologia che riscontrerà in molteplici interventi. Per questo motivo iniziò a tenere un registro dei casi che gli si sottoponevano per redigere due pubblicazioni riguardo alla ghiandola Pituitaria e gli adenomi basofili ad essa correlati.
Nel 1912 ricevette con grande felicità la nomina di Professore di Chirurgia all'Università di Harvard, dove s'inserì nel reparto ospedaliero P.B. Brigham e continuò la sua ricerca sui tumori.

### Il Morbo e la Sindrome di Cushing
La sindrome di Cushing, nota anche come ipercortisolismo, è una condizione patologica della ghiandola ipofisaria o pituitaria.
L'ipofisi oltre a produrre TSH, o ormone tireotropo, FSH e LH, ormoni follicolo stimolante e luteinizzante, produce anche l'ormone adenocorticotropo o ACTH, che determina la sintesi e la secrezione molto rapida degli ormoni della corteccia surrenale (i glucocorticoidi) e stimola il metabolismo lipidico. L'aumento incontrollato nella produzione di ACTH è causato da masse tumorali benigne a carico dell'ipofisi stessa. Ma l'aumento della secrezione di glucorticoidi può essere dovuto anche a masse neoplastiche che colpiscono la corteccia surrenale o altre sedi capaci di secernere ACTH. Il merito di Cushing fu appunto quello di mettere in correlazione tali neoplasie ipofisarie con l'iperproduzione di glucocorticoidi. Secondo l'etiologia si distinguono per tanto:
- Malattia di Cushing presenza di un adenoma ipofisario secernente ACTH
- Sindrome di Cushing quadro clinico dovuto a una serie di fattori scatenanti (Malattia di Cushing, stress, assunzione di corticosteroidi o altri medicinali etc.).

Cushing descrive di persona la sintomatologia di tale malattia, dicendo:
«Il paziente aveva una testa come un pomodoro su un corpo come una patata, che ha quattro fiammiferi al posto degli arti».

### Gli anni di gloria
Il periodo più significativo della vita di Cushing è il decennio 1920-1930 durante il quale il chirurgo rivoluzionò l'uso delle vecchie tecniche chirurgiche. Uno dei più grandi problemi della neurochirurgia erano le copiose emorragie che rendevano impraticabili le operazioni. Harvey pose fine a questo problema inventando delle clip d'argento che tamponavano la fuoriuscita del sangue dai vasi, e nel caso ci fossero state emorragie copiose, introdusse l'uso dell'aspiratore chirurgico. Ma ciò che lo fece passare alla storia fu l'invenzione del bisturi elettrico con la funzione coagulatrice-cicatrizzante. In collaborazione col fisico William Bowie Harvey, Cushing mise a punto uno strumento che gli permetteva di operare pazienti affetti da tumori altamente vascolarizzati, che mai nessuno in precedenza era riuscito a operare. In questo periodo la sua fama crebbe con legge esponenziale. Tutti i medici del mondo vollero conoscerlo e numerosi pazienti affetti dalle neuropatologie fino ad allora incurabili vollero suoi consulti privati. In questo periodo si annovera la nascita della fondazione Harvey Cushing Society (1931), alla quale s'iscrissero i più noti neurochirurghi dell'epoca, e di notevole rilevanza fu la presentazione al Congresso Internazionale di Berna di un rapporto da lui redatto sull'incidenza della mortalità in sala operatoria, utilizzando le sue pionieristiche tecniche: l'incidenza si era ridotta dal 90% al 10% con l'introduzione di tali tecniche. Inoltre presentò nel 1926 una delle più appassionanti biografie di un suo caro amico e mentore, la biografia di Sir William Osler che lo portò a vincere il Premio Pulitzer per la biografia e autobiografia.

### La nuova classificazione dei tumori e il GlioBlastoma Multiforme (GBM)
Nel 1926 Cushing e il suo ex allievo Percival Bailey collaborarono strettamente per realizzare una nuova classificazione dei tumori cerebrali che rivoluzionò e spazzò via il precedente metodo di catalogazione. Infatti, prima della loro osservazione, tutti i tumori endocranici ricadevano sotto la denominazione di Glioma. Già Virchow, nel lontano 1867, aveva teorizzato che tali tumori originassero dal tessuto encefalico di supporto e Golgi nel 1875 dimostrò la presenza delle cellule della nevroglia in tali gliomi. Ma Bailey e Cushing si resero conto dell'inefficacia e della confusione che tale classificazione portava e decisero di riformulare i criteri di catalogazione evidenziando una possibile relazione tra costituzione istologica della massa tumorale, decorso post-operatorio del paziente e indice di sopravvivenza: i loro studio culminarono nella creazione di dieci classi. Tale sistema di classificazione non solo ha messo in evidenza quanto la struttura citologica della massa tumorale abbia importanza vitale nella prognosi del paziente, ma anche per aver messo in risalto che è significativa per le speranze di sopravvivenza nel decorso post-operatorio del paziente sottoposto ad intervento chirurgico. È da tali studi che hanno preso il via tutte le ricerche istopatologiche che hanno condotto alle attuali conoscenze medico-oncologiche in ambito neurologico.

### Gli ultimi anni
Nel 1933 tornò a Yale con la nomina di Professore di Neurologia e poi come Emerito. Nella sua carriera di medico aveva prodotto all'incirca 300 pubblicazioni, ultima delle quali sui meningiomi.
Nella sua amata New Haven, intento a redigere una biografia sulla vita di Vesalio, si spense all'età di settant'anni a causa di un infarto miocardico.

## La sua eredità
In famiglia Harvey portò lo stesso clima rigido e permeato di disciplina nel quale era cresciuto. All'età di trentuno anni si sposò con Katharine Stone Crowell, sua storica amica di infanzia di Cleveland, dalla quale ebbe cinque figli: William Harvey, Mary Benedict, Bestey, Henry Kirke e Barbara. Ma la vita del luminare si svolgeva la maggior parte del tempo in corsia nelle sale operatorie e la sera a casa era solito passare molto tempo a redigere le sue pubblicazioni. I membri del suo staff lo rispettavano con sacra riverenza, mentre i suoi pazienti lo stimavano per la grande gentilezza e umiltà con le quali Harvey li approcciava. Famose sono le sue battute sarcastiche riguardo alla sua équipe di infermiere che Harvey scherzosamente chiamava il suo harem.